# Teresa Barata Salgueiro
Teresa Barata Salgueiro (Lisboa, 1948), geógrafa portuguesa conhecida por ter sido pioneira no estudo da construção clandestina em Portugal. O Ministério da Ciência, Tecnologia e Ensino Superior do governo português, galardoou-a com a Medalha de Mérito Científico em 2017. É membro da Academia das Ciências de Lisboa. 

## Percurso
Teresa Barata Salgueiro, nasceu em Lisboa em 1948. 
Licenciou-se em geografia na Faculdade de Letras da Universidade de Lisboa em 1970. Foi uma dos membros fundadores do Instituto de Geografia e Ordenamento do Território da Universidade de Lisboa do qual foi directora até 2013.
Ao longo da sua carreira enquanto investigadora, dedicou-se ao estudo das dinâmicas sociais e económicas que ocorrem nas cidades, nomeadamente os fenómenos que levam ao aparecimento de bairros ilegais, a interacção entre o centro e a periferia, entre outros aspectos. 
Foi a primeira geografa a estudar os bairros clandestinos portugueses, em particular os que foram surgindo ao redor de Lisboa. A sua investigação deu origem ao artigo Bairros Clandestinos na Periferia de Lisboa, que foi publicado em 1977, na revista Finisterra. 
Mais tarde, publicou o livro  Cidades em Portugal: Uma geografia urbana, uma obra de referência do urbanismo português. 

## Prémios e Reconhecimento
Em 2019, foi distinguida com o Prémio Mercúrio na categoria investigação.  
No ano seguinte, o Ministério da Ciência, Tecnologia e Ensino Superior do governo português galardoou-a com a Medalha de Mérito Científico. 

## Obras Seleccionadas
Livros: 
1992 - A Cidade em Portugal: uma geografia urbana, editada pelas Edições Afrontamento,  ISBN: 9789723602029 
1996 – Do Comércio à Distribuição. Roteiro de uma Mudança, editora Celta, SBN: 972-8027-57-5 
2001 – Lisboa: Periferia e Centralidades, edições Celta, ISBN 972-774-109-6 
2011 – Retail Planning for the Resilient City. Consumption and Urban Regeneration, co-autor Herculano Cachinho, editado pelo Centro de Estudos Geográficos da Universidade de Lisboa, ISBN 9726362113 
Artigos Cientificos: 
1977 - Bairros Clandestinos na Periferia de Lisboa, Finisterra - Revista Portuguesa de Geografia 
1989 - Novas Formas de Comércio, Finisterra - Revista Portuguesa de Geografia 
2001 - Paisagem e Geografia, Finisterra - Revista Portuguesa de Geografia
2006 - Oportunidades e transformação na cidade centro, Finisterra - Revista Portuguesa de Geografia 
2016 - Os sistemas comerciais urbanos em tempos de turbulência: vulnerabilidade e níveis de resiliência, co-autor Herculano Cachinho, Finisterra - Revista Portuguesa de Geografia 
2017 - Alojamentos Turísticos em Lisboa, Scripta Nova. Revista Electrónica de Geografia y Ciencias Sociales 
2017 - A criação de Geoetnografias como metodologia para o estudo dos ritmos urbanos. Uma aplicação no Chiado, Scripta Nova - Revista Electrónica de Geografia y Ciencias Sociales 